# Сизигия (философия)
Сизигия (от др.-греч. σύ-ζῠγος, «сопряжение, соединение») — пары противоположностей, которые образуют эоны, сочетаются браком (сизигия) и выражают этим Плерому. Термин является весьма употребительным в гностицизме, в частности, в Валентианстве.
Владимир Соловьёв (1853—1900) в произведении «Смысл любви» (1893), заимствуя термин у гностиков, использовал это слово в качестве определения состояния «любви-единства», которое должно быть установлено между активным личностным человеческим началом с воплощённой в социальном духовно-телесном организме всеединой идеей.
Также:
- пара связанных или коррелятивных вещей;
- взаимная пара или пара противоположностей.